# Trångforsområdet

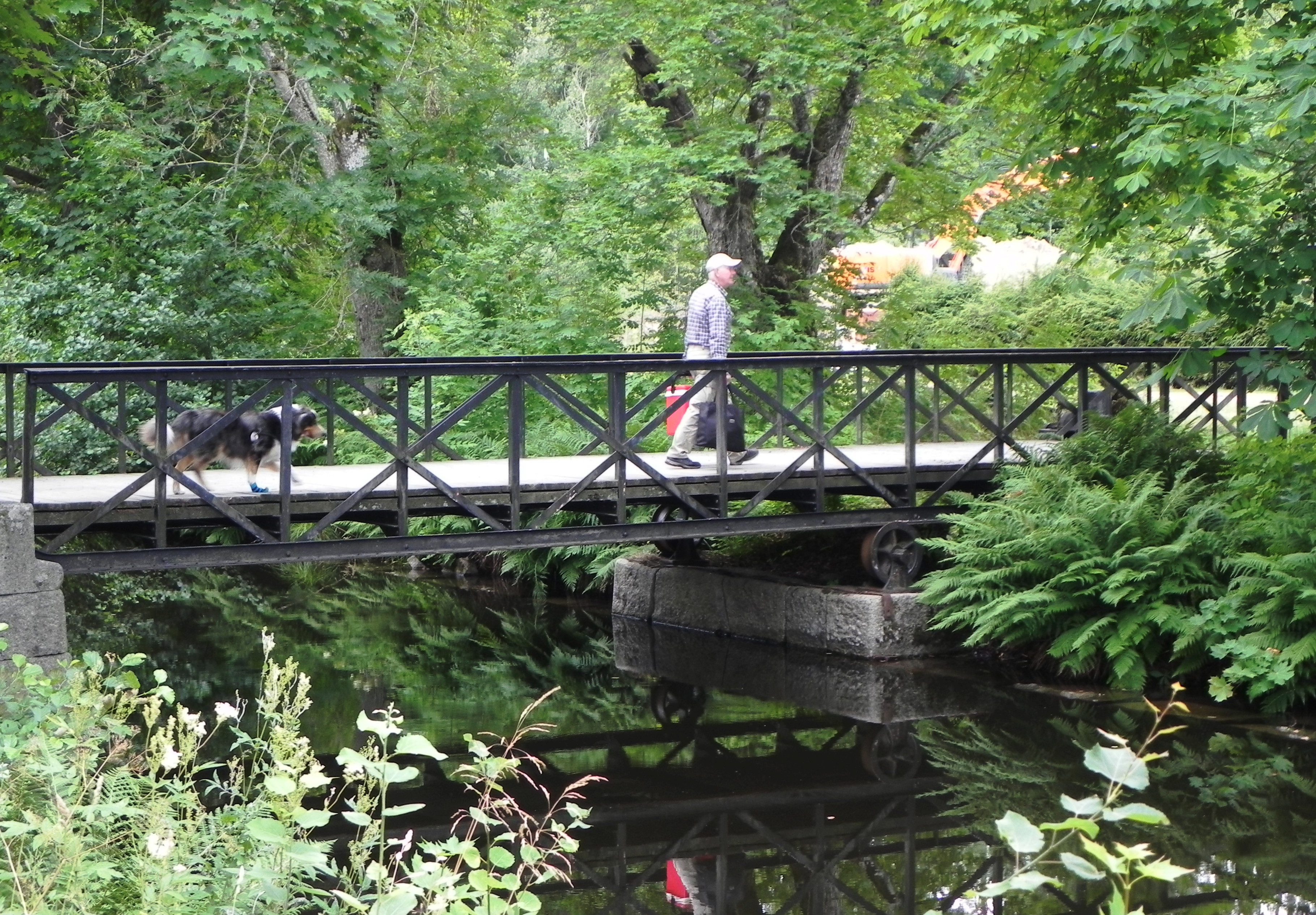
Trångforsområdet, rullbro över kanalen.

Trångforsområdet är ett historiskt industriområde utanför Hallstahammar i Hallstahammars kommun. Genom trakten går Kolbäcksån och Strömsholms kanal som möjliggjorde att hammare, smedjor och vattenkraftverk kunde etableras här. Redan 1628 anlades den första stångjärnshammaren. Trångforsområdet och dess anläggningar är delvis restaurerade och numera en del av Ekomuseum Bergslagen. Sevärda är bland annat smedjan från 1799 och kraftstationen från 1899.

## Smedjan

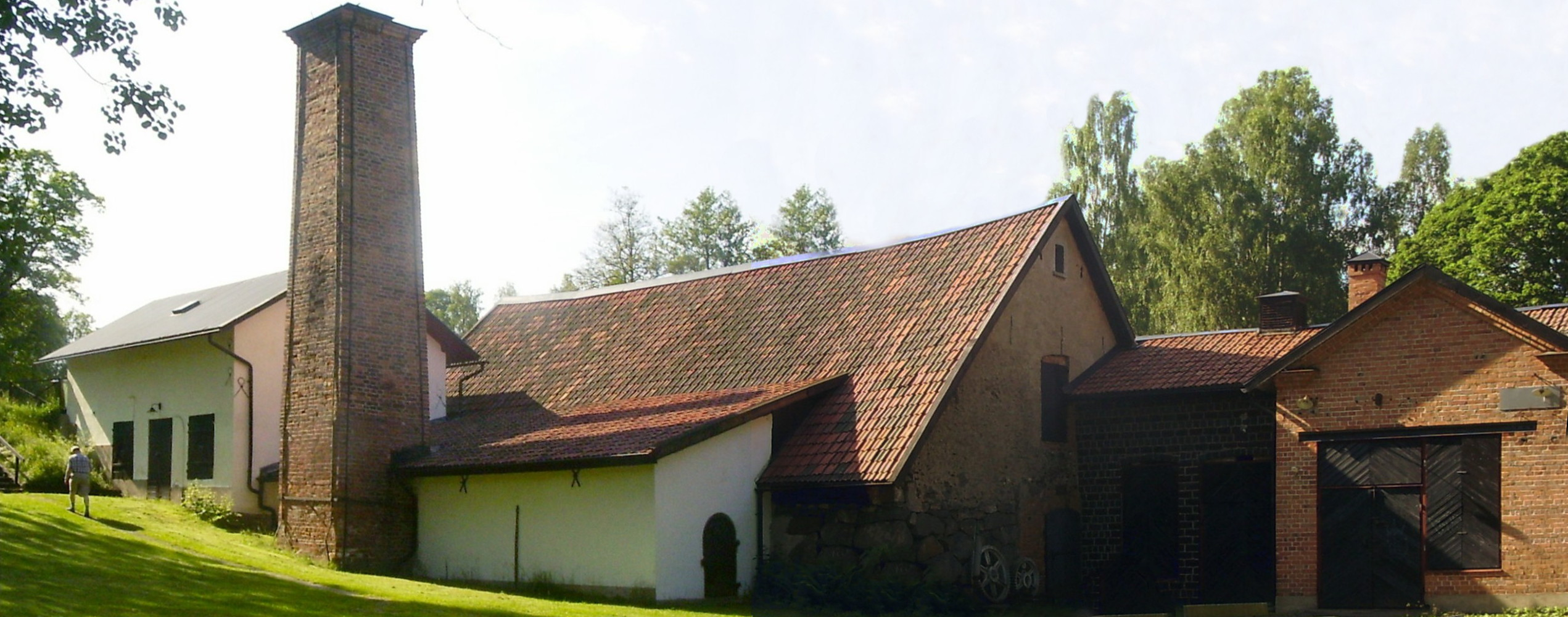
Smedjan i juni 2009.

Trångfors var till en början en liten industri med bara tre medarbetare, när den första stångjärnshammaren byggdes år 1628 av köpmannen Adolf Willemson från Västerås. Redan då nyttjades Kolbäcksåns vattenkraft. Här bildade ån ett vattenfall och en trång fors (därav namnet).
När Strömsholms kanal (invigd 1787 av Gustav III) byggdes drogs den över brukstomten och den gamla herrgården revs. År 1799 uppfördes den nuvarande smedjan, som nyttjade kanalens vattenkraft via en vattenledning i trä. 1875 introducerades lancashiresmidet med fyra härdar, mumblingshammare, vattenhjul och en Bagges blåsmaskin. Produktionen ökade kraftigt och nådde år 1900 en topp med 3100 ton. Smedjan lades ned 1915.
Idag är en av smedjans fyra härdar rekonstruerad och kan användas. Den sju ton tunga mumblingshammaren har fått ny sockel. Ett nytt vattenhjul har byggts och installerades 2011. Hjulet har en diameter på 3,6 meter och väger 17 ton, . Vid den 28:e Trångforsdagen år 2015 demonstrerades färskning av tackjärn i lancashirehärden och hopslagning av smältorna i mumblingshammaren. Ett mindre vattenhjul driver lancashirehärdens hjälpbrytare och blåsmaskinen. 
Den vitmålade byggnaden ovanpå smedjan var personalens labbit (paus- och vilrum), idag ombyggt till samlingslokal. Intill smedjan ligger ett stort kolhus från år 1800. Det är ett av de få bevarade kolhusen i Sverige.

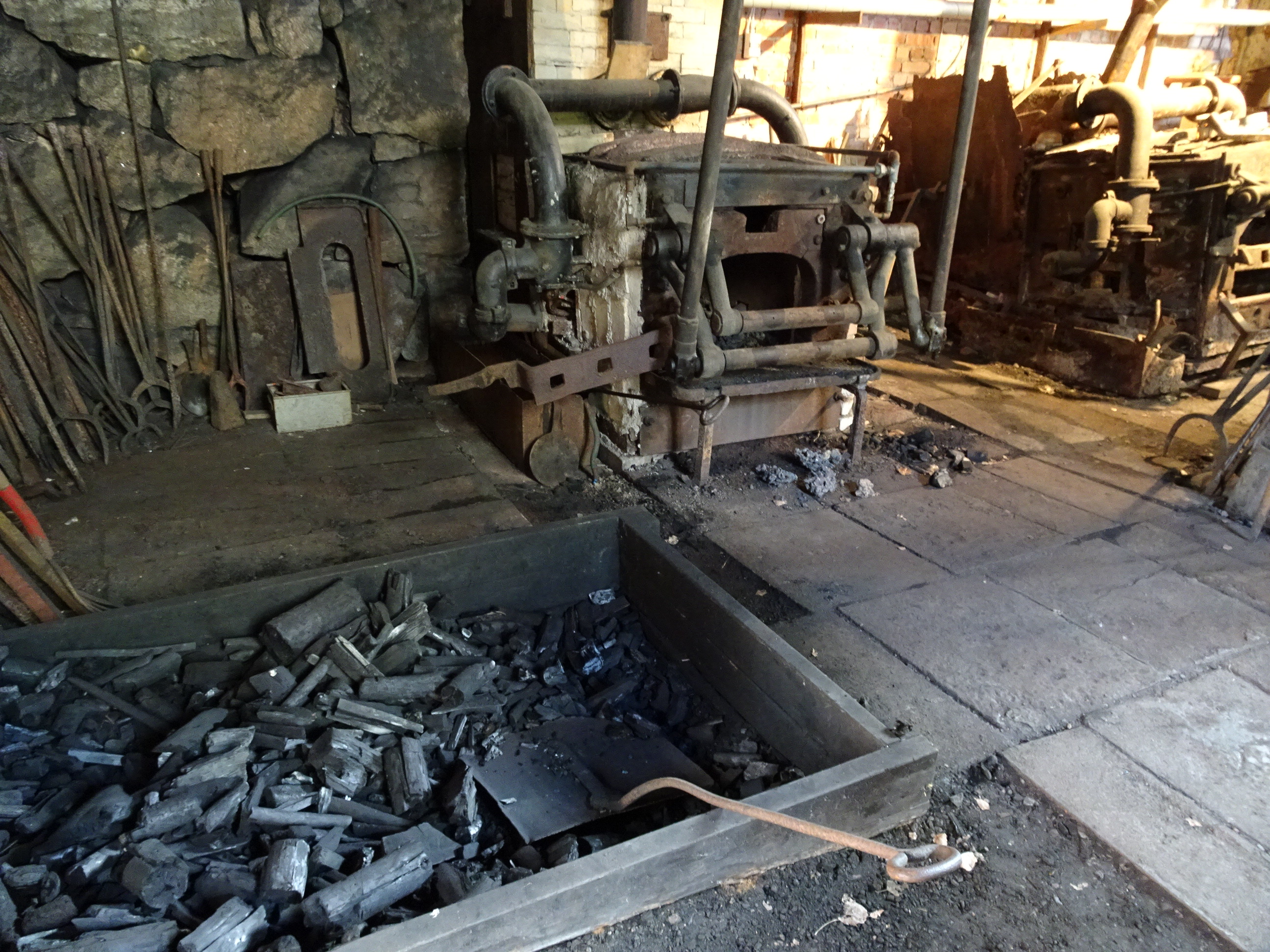
Lancashirehärd
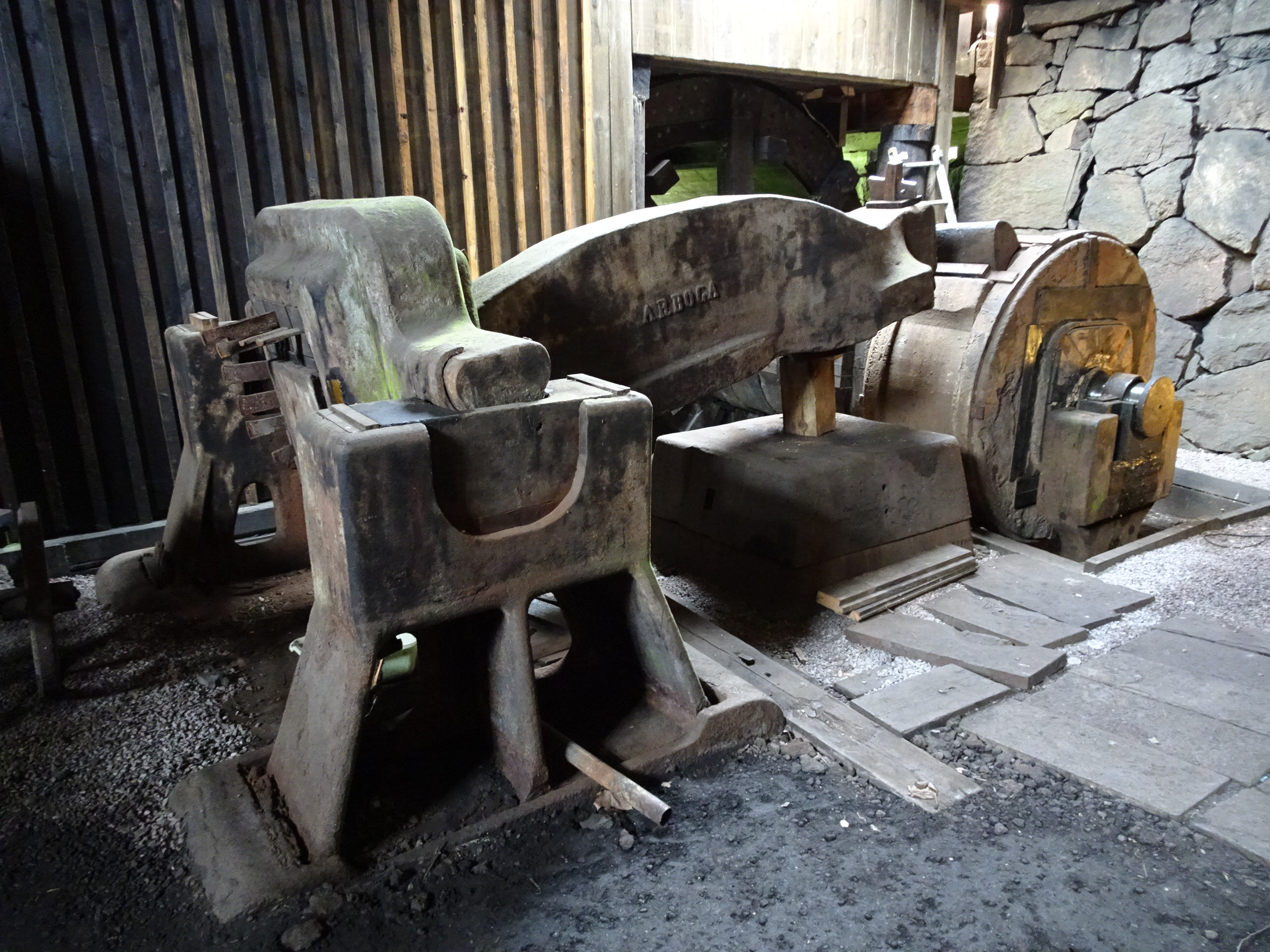
Mumblingshammare
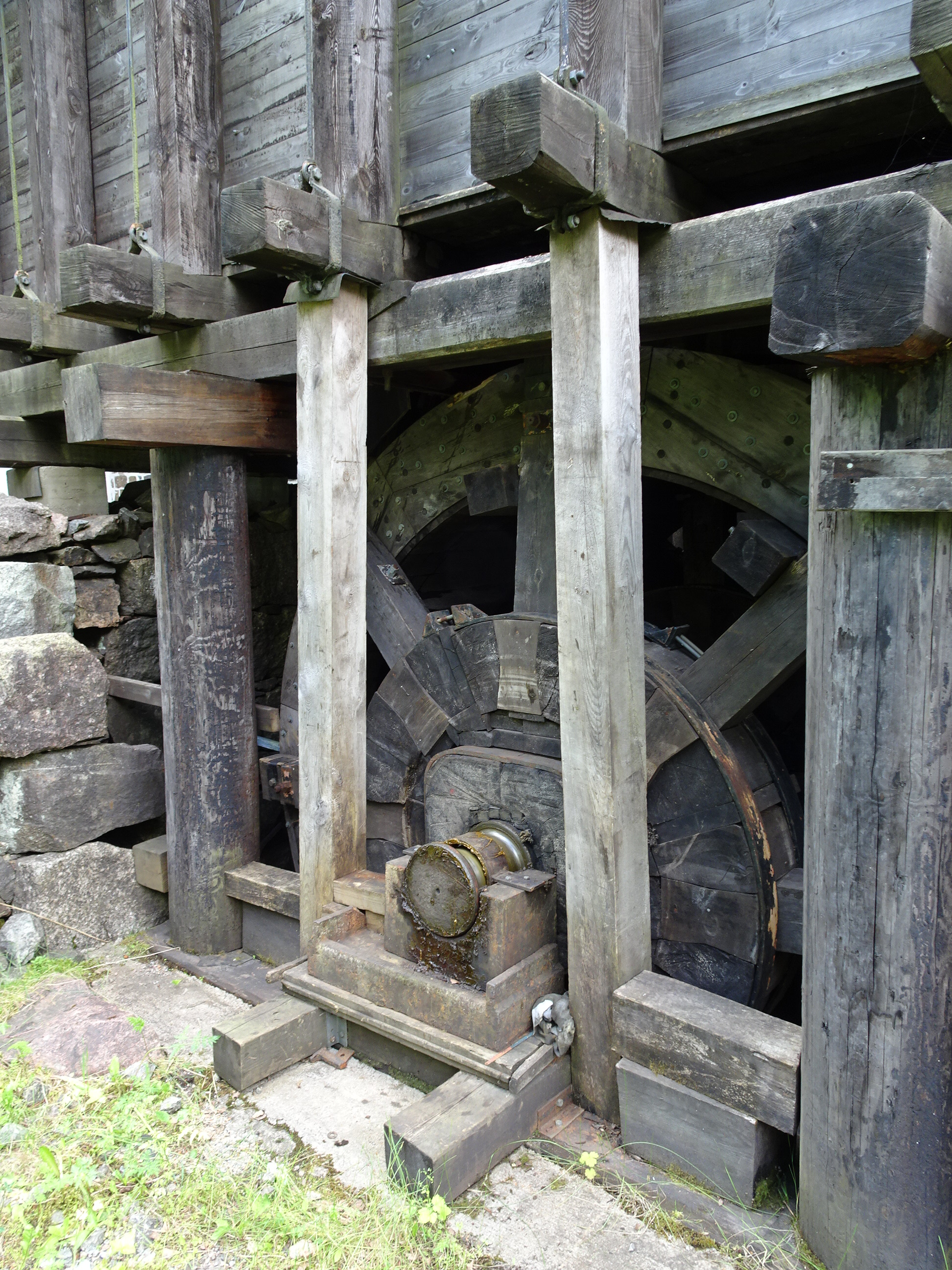
Vattenhjulet

## Kraftstationen
Trångfors kraftsation ligger cirka 300 meter söder om smedjan, på östra sidan om Kolbäcksån. Anläggningen byggdes  för att överföra elkraft till Asea och Nordiska Metallaktiebolaget i Västerås. Stationen konstruerades 1898-99 av ingenjörsfirman Qvist & Gjers i Arboga och Asea levererade de sex generatorerna för trefas växelström. En av dessa generatorer erhöll en Grand Prix-utnämning vid världsutställningen i Paris år 1900. Kraftverket har sex liggande vattenturbiner med en effekt på 400 hk vardera. 
Turbiner och generatorer var i drift dygnet runt och utan några större renoveringar fram till år 1990. Då invigdes en ny underjordisk anläggning, Hallstahammar kraftstation, som ersatte Trångfors, Bruksfallet, Bultfallet och Norrkvarn, samtliga byggda under åren 1898-1923. Den ursprungliga utrustningen i Trångfors är bevarad och anläggningen fungerar idag som museum.

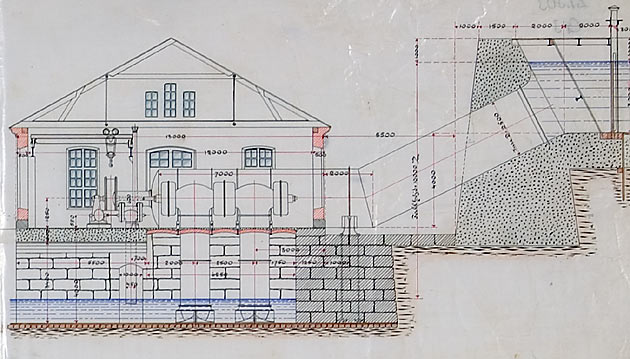
Ritning upprättad av Qvist & Gjers
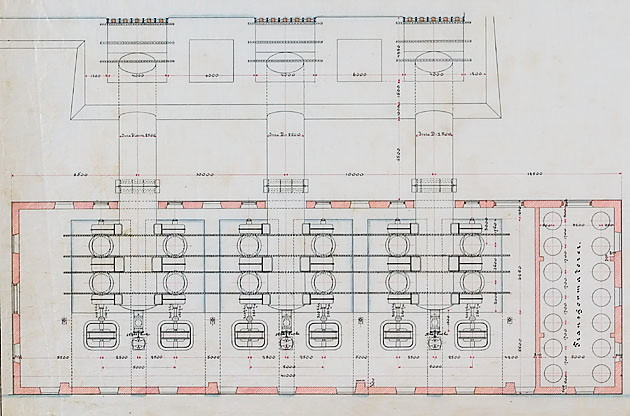
Ritning upprättad av Qvist & Gjers
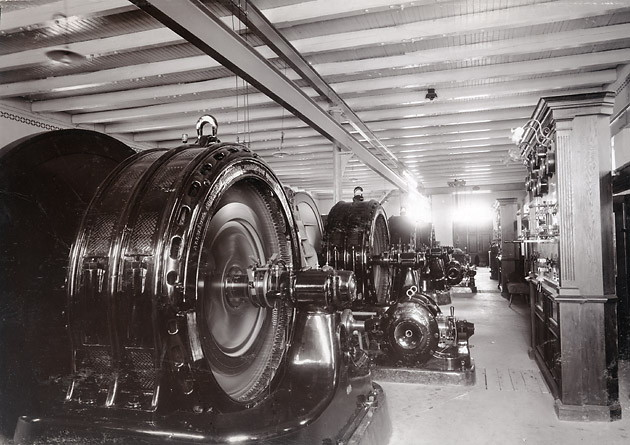
Generatorhallen med generatorerna
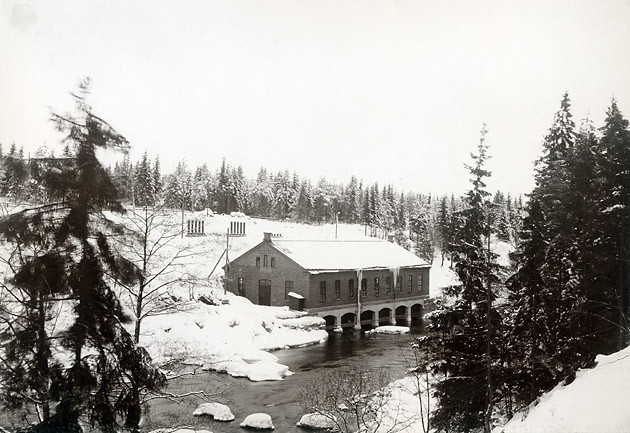
Trångfors kraftstation på 1940-talet